# Song Seung-heon
Song Seung-heon (hangul: 송승헌; nascido em 5 de outubro de 1976), é um ator sul-coreano. Ele participou de diversos dramas televisivos, nomeadamente Autumn in My Heart (2000), East of Eden (2008), My Princess (2011) e Player (2018).

## Outras atividades
Em 2009, Song fundou sua própria agência de administração, a Storm S Company (mais tarde renomeada para Better ENT e agora de propriedade majoritária de Signal Entertainment Group, listado na KOSDAQ). Atualmente, gerencia os atores Kim Min-jung, Chae Jung-an e Goo Jae-yi. Song também é dono da cadeia de restaurantes italiana Blacksmith, lançado pela Caffe Bene.
Em 2011, ele foi nomeado o embaixador de Relações Públicas para compartilhamento cultural através da Korea Foundation. Seu papel era promover a língua coreana, alimentos e outras heranças culturais no exterior. Em 2015, ele foi nomeado embaixador promocional do Serviço Tributário Nacional.

## Vida pessoal
Song iniciou um relacionamento com a atriz Liu Yifei em 2015. Eles se conheceram em 2013, enquanto filmavam o filme The Third Way of Love. Em 25 de janeiro de 2018, a agência de Song confirmou as notícias de separação, declarando que ambos estavam muito ocupados e que naturalmente se separaram.

## Filmografia

### Filmes
| Ano  | Título                       | Personagem               |
| ---- | ---------------------------- | ------------------------ |
| 1999 | Calla                        | Kim Sun-woo              |
| 2002 | Make It Big                  | Seong-hwan               |
| 2002 | So Close                     | Yen                      |
| 2004 | Ice Rain                     | Han Woo-sung             |
| 2004 | He Was Cool                  | Ji Eun-sung              |
| 2008 | Fate                         | Kim Woo-min              |
| 2010 | A Better Tomorrow            | Lee Young-choon          |
| 2010 | Ghost: In Your Arms Again    | Kim Jun-ho               |
| 2012 | Lucid Dreaming (filme curto) |                          |
| 2014 | Obsessed                     | Kim Jin-pyeong           |
| 2015 | Wonderful Nightmare          | Sung-hwan                |
| 2015 | The Third Way of Love        | Lin Qizheng              |
| 2017 | Man of Will                  | Kang Hyung-sik           |
| 2018 | Air Strike                   | An Ming Xun / An Ming He |

### Séries de televisão
| Ano  | Título                        | Papel                                           | Emissora |
| ---- | ----------------------------- | ----------------------------------------------- | -------- |
| 1996 | Three Guys and Three Girls    | Seong-heon                                      | MBC      |
| 1997 | Beautiful Lady                |                                                 | SBS      |
| 1997 | You and I                     | Park Min-kyu                                    | MBC      |
| 1998 | Winners                       |                                                 | SBS      |
| 1999 | Happy Together                | Seo Ji-suk                                      | SBS      |
| 1999 | Love Story: "Message"         |                                                 | SBS      |
| 2000 | Popcorn                       | Lee Young-hoon                                  | SBS      |
| 2000 | Autumn in My Heart            | Yoon Joon-seo                                   | KBS2     |
| 2001 | Law Firm                      | Jung Young-woong                                | SBS      |
| 2003 | Summer Scent                  | Yoo Min-woo                                     | KBS2     |
| 2008 | East of Eden                  | Lee Dong-chul                                   | MBC      |
| 2011 | My Princess                   | Park Hae-young                                  | MBC      |
| 2012 | Dr. Jin                       | Jin Hyuk                                        | MBC      |
| 2013 | When a Man Falls in Love      | Han Tae-sang                                    | MBC      |
| 2017 | Saimdang, Memoir of Colors    | Lee Gyeom                                       | SBS      |
| 2017 | Black                         | Han Moo-gang (Detetive) / Black (ceifador #444) | OCN      |
| 2018 | Player                        | Kang Ha-ri                                      | OCN      |
| 2019 | The Great Show                | Wie Dae-Han                                     | tvN      |
| 2020 | Shall We Eat Dinner Together? | Kim Hae-kyung                                   | MBC      |

### Participações em vídeos musicais
| Ano  | Título de canção  | Artista     | Co-estrelas                             |
| ---- | ----------------- | ----------- | --------------------------------------- |
| 2001 | "Once Upon a Day" | Kim Bum-soo | Song Hye-kyo, Ji Jin-hee                |
| 2005 | "Sad Love Story"  | Yoon Gun    | Kim Hee-sun, Kwon Sang-woo              |
| 2008 | "I Miss You"      | SG Wannabe  | Park Yong-ha, Lee Yeon-hee, Ha Seok-jin |

## Discografia
| Informações do álbum | Lista de músicas |
| --- | --- |
| Song Seung-heon Vol. 1 - Álbum - Lançado: 7 de dezembro de 2004 - Gravadora: Synnara Music                                 | Track listing 1. I love you 2. 널 지울때까지 3. 그 모든 눈물(Take 1) 4. Miss Flower 5. 혼 6. 그 모든 눈물(Take 2) 7. 그래요, 그렇다고, 그렇게 8. 외사랑 9. Playin' Playin' 10. I love you (instrumental) 11. 그 모든 눈물 (instrumental) |
| Even After Ten Years / For You... - 2 tracks from Sad Love Story OST - Lançado: February 3, 2005 - Gravadora: Doremi Media | Track listing 1. 십년이 지나도 (Even After Ten Years) 4. 그대를... (For You...) |
| Last Love - 1 track from Dr. Jin OST - Lançado: July 13, 2012 - Gravadora: LOEN Entertainment                              | Track listing 5. 마지막 사랑 (Last Love) |